# 元朗公園巴士總站
元朗公園總站（Yuen Long Park Bus Terminus），位於元朗區元朗市西面，有兩個同名車站，其中一個車站位於青山公路西行方向，本條目講述的是位於公園北路的九巴68E線總站暨早上繁忙時間班次起點站及港鐵巴士K68綫折返車站，是一個路邊車站。

## 歷史
元朗公園前稱元朗市鎮公園（Yuen Long Town Park），後來改為現名，但九鐵卻一直沿用舊稱，路綫資料約在兩鐵合併後才更改回新名稱。現時K68往元朗公園方向沿綫站牌上的目的地欄目仍以舊稱標示。
元朗公園最早在2001年4月10日開始出現巴士服務，當時過海隧巴968線開設早上繁忙時間特別班次，由元朗公園東面的御豪山莊開出，途經青山公路–屏山段近水邊村及元朗公園（現已改為於十八鄉路近馬田村及馬田壆設站）。
位於元朗公園北面正門的車站最早在2004年出現，於1月18日九鐵巴士K68線開辦時以元朗公園為循環點，同年2月2日，九巴268B線重開，以元朗公園為起點站。 同年9月5日，九巴268B線改為全日服務同時遷離此站，但仍保留早上繁忙時間特別班次由元朗公園開出，一直服務至今。
2008年10月27日，過海隧巴968線特別班次改為以元朗公園為起點站，並服務至今。
2010年8月30日，九巴68M線新增兩班由元朗公園開出的特別班次，取代了268B線三班特別班次中的07:25和07:55班次。
2013年5月19日，九巴開辦68E線，循環來往八鄉路與此站；翌日起68M及268B由此站開出的特別班次取消，另268C則增設特別班次由此站開出。
2014年11月22日，68E線配合元朗區區域性巴士路線重組延長至青衣鐵路站，並取消循環運作，此站首次有全日巴士路線作總站。

## 巴士路線資料

### 九龍巴士68E線
- 元朗公園 ↔ 青衣站（經大欖隧道）

於2013年5月19日投入服務，初時大欖隧道轉車站至元朗公園，2014年11月22日大幅延長路線至青衣站並取代原有九龍巴士264M線，途經元朗南十八鄉路（蝶翠峰、原築、翹翠峰）、港鐵元朗站、高埔村、凹頭、大欖隧道、汀九橋及青衣西路。

### 九龍巴士68F線
- 峻巒 ↺ 元朗公園

### 過海隧道巴士968線（特別班次）
- 元朗公園 →  銅鑼灣（天后）

提供元朗往來香港島的巴士服務，於1997年10月19日起投入服務。

## 途經路線資料（巴士）

### 九龍巴士268C線（特別班次）
- 銀田花園 → 觀塘碼頭

途經觀塘商貿區、觀塘、牛頭角下邨、德福花園、啟業邨、彩虹邨、黃大仙中心、天馬苑、畢架山花園、大欖隧道、新元朗中心、元朗大馬路、水邊圍邨、朗屏邨及東頭工業區。

### 港鐵巴士K68綫
- 元朗工業邨 ↺ 元朗公園